# 학습분석
학습분석(learning analytics)는 학습과 학습 환경을 이해하고 최적화하기 위해 학습자와 학습자의 상황과 관련된 데이터를 측정하고, 모으고, 분석하고, 보고하는 것이다.
학습분석(learning analytics)는 학습자와 학습환경, 학습결과 등을 측정, 수집하고 목적에 따라 분석하여 학생들의 학습성과를 높히기 위한 전략을 수립하는데 사용한다.

## 같이 보기
- 애널리틱스
- 빅 데이터
- 데이터 마이닝
- 교육공학
- 기계 학습
- 패턴 인식
- 예측 분석
- 사회 연결망 분석
- 웹 애널리틱스